# Geert Hoste
Geert Hoste (Bruges, 1º luglio 1960) è un umorista e cabarettista belga fiammingo.

## Biografia
Ha studiato al Collegio Santa Barbara di Gand e ha studiato giurisprudenza all'Università di Gand. Per pagare questi studi, ha iniziato a recitare come mimo in strada nel 1978. Ha completato il suo atto di balletto classico a Gand e Parigi e il flamenco in Spagna. Ben presto la sua mima fu notata dai giornalisti locali e si esibì in festival in tutta Europa, a Washington, a Mosca e a Bombay.
Dopo la première del suo pantomimo Vlaas is Zot fu contattato nel 1983 dal BRT con la richiesta di collaborare a una nuova serie per bambini. Insieme a Nele Verschelden e Jan 'Waldo' Verroken jr. Realizza Liegebeest.
Negli anni '90 Geert Hoste ha realizzato programmi premiati per Radio 1, Radio 2 e Radio Donna e in Germania per WDR. Per il programma Radio 2 Golfbreker ha suonato il tipo 'Reginald', un animatore di spiaggia sulla costa. Ha anche registrato alcuni singoli con questo nome.

### Conferenza di fine anno
Dal 1993 Hoste crea ogni autunno un programma teatrale sugli eventi attuali di quell'anno, inteso come una conferenza di fine anno. Questo programma è trasmesso tradizionalmente il 1º gennaio all'emittente pubblica fiamminga. Il 1º gennaio 2009, 1,7 milioni di telespettatori hanno guardato VRT e NOS dopo una notizia, compreso il modo in cui il principe Laurent e la principessa Claire ridevano con la conferenza. La cifra record assoluta ha raggiunto la conferenza il 1º gennaio 2013 con 1.720.190 spettatori per Geert Hoste XX.
La sua conferenza è trasmessa anche in radio da Radio 2. I suoi programmi televisivi vengono ripetuti ogni anno da tutti i canali con grande successo.
Il 1º settembre 2009, i quasi 70.000 biglietti per lo spettacolo Geert Hoste Beslist sono stati venduti in mezza giornata, che è quasi un record per le Fiandre. De Standaard / Het Nieuwsblad ha intitolato "Geert Hoste fa meglio di Madonna"
Durante le elezioni del 13 giugno 2010, Geert Hoste è stato il primo a tenere una conferenza su Twitter.
Le esibizioni di Geert Hoste sono organizzate in collaborazione con Amnesty International Fiandre.

### Altre attività
Geert Hoste ha una rubrica sul settimanale fiammingo Dag Allemaal.
Tutti i suoi libri hanno le liste dei bestseller. Ha ricevuto vari premi e riconoscimenti in patria e all'estero.
Il 1 aprile 2008 ha realizzato un'edizione speciale di umorismo del quotidiano Gazet van Antwerpen.
Ha suonato 'Boer' nel primo Samson e Gertfilm Hotel su Stelten. Nel 2010 ha interpretato il ruolo di Billy Flynn nella versione olandese del musical Chicago.
Geert Hoste è ambasciatore di Amnesty International Fiandre e ambasciatore della Croce Rossa belga

### Vita privata
Geert Hoste viene raramente intervistato e molto poco si sa della sua vita privata. È sposato con l'illustratrice e scrittrice Veronique Puts. La sua unica nipote, Betty Hoste, è sposata con il ministro presidente fiammingo Geert Bourgeois (NVA). Contrariamente alla credenza popolare, è solo nel settimo grado di parentela con Phaedra Hoste.

## Teatro
- 1987 Geert Hoste stand up comedy
- 1990 Geert Hoste Vers lach
- 1992 Geert Hoste Live witte affiche
- 1993 Geert Hoste Live zwarte affiche
- 1994 Geert Hoste Koning
- 1995 Geert Hoste Alleen
- 1996 Geert Hoste Spreekt
- 1997 Geert Hoste JA!
- 1998 Geert Hoste 3000
- 1999 Geert Hoste Sterk
- 2000 Geert Hoste Verdorie
- 2001 Geert Hoste Dwars
- 2002 Geert Hoste Puur en Onversneden
- 2003 Geert Hoste Hard
- 2004 Geert Hoste Patat
- 2005 Geert Hoste Staat
- 2006 Geert Hoste Staat Verder
- 2007 Geert Hoste Houdt Woord
- 2008 Geert Hoste Regeert
- 2009 Geert Hoste Beslist
- 2010 Geert Hoste Vulkaan
- 2011 Geert Hoste Kookt
- 2012 Geert Hoste XX
- 2013 Geert Hoste King
- 2014 Geert Hoste Lol
- 2015 Geert Hoste JUMP

## Filmografia

### Televisione
- Sinds 1 januari 1994 zendt de openbare omroep onafgebroken ieder jaar zijn nieuwjaarsconference uit.
- 1993 Sla je Slag (spelprogramma)
- 1997 Geert Hoste Toerist (serie)
- 1998 O dierbaar België (docu-comedyserie, 13x)
- 1999 Geert Hoste Redt het land (docu-comedyserie, 6x)
- 2000 Geert Hoste en de lachende neger (docu-comedyserie, 6x)
- 2001 Geert Hoste Histories (docu-comedyserie, 6x)
- 2002 De leukste eeuw van Geert Hoste (10x)
- 2003 Geert Hoste en de Modelstaat (magazine 6x)
- 2003 Geert Hoste Eén man, Eén stem (verkiezingsconference)
- 2003 Geert Hoste staat model (10x)
- 2004 Geert Hoste en het jaar van de Aap (10x)
- 2005 Geert Hoste en het jaar van de Haan (10x)
- 2006 Geert Hoste Compleet (12x)
- 2006 Geert Hoste en het jaar van de Hond (12x)
- 2007 Geert Hoste Compleet (12x)
- 2007 Geert Hoste en het jaar van het Zwijn (10x)
- 2008 Geert Hoste Compleet (12x)
- 2008 Geert Hoste en het jaar van de Geit (7x)
- 2009 Geert Hoste Verzameld (12x)
- 2009 Geert Hoste en het jaar van de Buffel (7x)
- 2010 Geert Hoste Compleet (12x)
- 2010 Geert Hoste en het jaar van de Tijger (7x)
- 2011 Geert Hoste Compleet (13x)
- 2011 Geert Hoste en De Lopende Zaken (7x)
- 2012 Geert Hoste Deluxe (13x)
- 2012 Geert Hoste in Wonderland (7x)
- 2013 Geert Hoste in het nieuwe Koninkrijk
- 2014 Geert Hoste in een land vol vlaggen
- 2015 Geert Hoste waakt over het land[4]
- 2016 Geert Hoste redt het land (7x)

## Opere
- 1998 Geert Hoste Schrijft
- 1999 Geert Hoste 365
- 2000 Geert Hoste Goud
- 2001 Geert Hoste Peper
- 2002 Geert Hoste Heerlijk
- 2003 Geert Hoste Hofleverancier
- 2003 Geert Hoste Blond
- 2004 Geert Hoste Daarover
- 2005 Geert Hoste Kroket
- 2006 Geert Hoste Wel
- 2007 Geert Hoste Graag
- 2008 Geert Hoste Zogezegd
- 2010 Geert Hoste Naar De Letter
- 2011 Geert Hoste Lijnscherp 50 jaar cartoonfestival Knokke-Heist
- 2012 Geert Hoste 20 jaar op 1

## Riconoscimenti
- 1990 – EBU Grand Prix de la radio
- 1990 – Premio delle critiche radiofoniche
- 2014 – Muze van Sabam[5]